# SBS Broadcasting Group
SBS Broadcasting Group a fost un trust media pan-european care a deținut în România posturile de televiziune Kiss TV, Prima TV  si Magic TV, precum și posturile de radio Kiss FM, Magic FM, Mix FM, One FM.
În 2007 a fost cumpărat de trustul media german, ProSiebenSat.1 Media.
La sfârșitul anului 2009, SBS Broadcasting Media a achiziționat postul de radio Terra Radio din Iași, pentru suma de 100.000 de euro, pentru completarea rețelei proprii Magic FM.
Începând din 2011, ProSiebenSat.1 Media a început să vândă proprietățile din alte țări în afara Germaniei. Operațiunile tv și radio din România au fost cumpărate de omul de afaceri Cristian Burci și de Antenna Group în 2013.